# ヤギと男と男と壁と
『ヤギと男と男と壁と』（ヤギとおとことおとことかべと、原題: The Men Who Stare at Goats）は、2009年のアメリカ映画。ジョン・ロンスンによるノンフィクション本『実録・アメリカ超能力部隊』を原作としたコメディである。

## ストーリー
フリーの新聞記者ボブ・ウィルトン（ユアン・マクレガー）。彼はある日の取材で、見つめるだけでヤギを殺せるという超能力者、リン・キャシディの伝説を聞かされて呆れる。そんな馬鹿げた記者仕事も妻との幸せな生活があれば耐えられると思っていたボブだったが、上司の突然死をきっかけに人生のはかなさを悟った妻は編集長と浮気。ボブの結婚は破綻してしまった。
傷心のボブはイラクでの戦争取材へと身を投じた。現地では誰からも相手にされなかったが、たまたま知り合った男がなんとリン・キャシディ（ジョージ・クルーニー）だった。ボブはリンに同行させてもらうことを頼み、はじめは拒否していたリンもなぜか受け入れる。そしてボブはリンが所属していた米軍の驚くべき秘密超能力部隊「新地球軍」について知り、リンの「極秘任務」に巻き込まれることになる。

## キャスト
※括弧内は日本語吹き替え
- リン・スキップ・キャシディ軍曹 - ジョージ・クルーニー（小山力也）
- ボブ・ウィルトン - ユアン・マクレガー（森川智之）
- ビル・ジャンゴ中佐 - ジェフ・ブリッジス（土師孝也）
- ラリー・フーパー - ケヴィン・スペイシー（大塚芳忠）
- ディーン・ホップグッド准将 - スティーヴン・ラング（里卓哉）
- トッド・ニクソン - ロバート・パトリック
- デボラ・ウィルトン - レベッカ・メイダー
- ジム・ホルツ少佐 - グレン・モーシャワー
- スコッティ - ニック・オファーマン

## 日本での公開
日本公開版の題名『ヤギと男と男と壁と』は、CSチャンネルNECOの「千原ジュニアの映画製作委員会」の企画で、お笑い芸人の千原ジュニアによって考え出された。この他に、『ヤギ!ヤギ!ヤギ!』、『優しい戦場』、『山羊と見つめる男たち』、『山羊は地球を救う』、『瞳に映る男たち』、『クルーニー・ジョージのすべらない戦場』、『山羊と男と男と壁と』等が挙がっていた。また、日本版の予告編の冒頭には千原ジュニアの一言メッセージが入った。

## 評価
レビュー・アグリゲーターのRotten Tomatoesでは218件のレビューで支持率は51%、平均点は5.80/10となった。Metacriticでは33件のレビューを基に加重平均値が54/100となった。